# Marco Motta
Marco Motta (Merate, 14 de maio de 1986) é um futebolista italiano que atua como lateral-direito.

## Carreira
Motta repersentou a Seleção Italiana de Futebol, nas Olimpíadas de 2008. 